# Лопанский мост

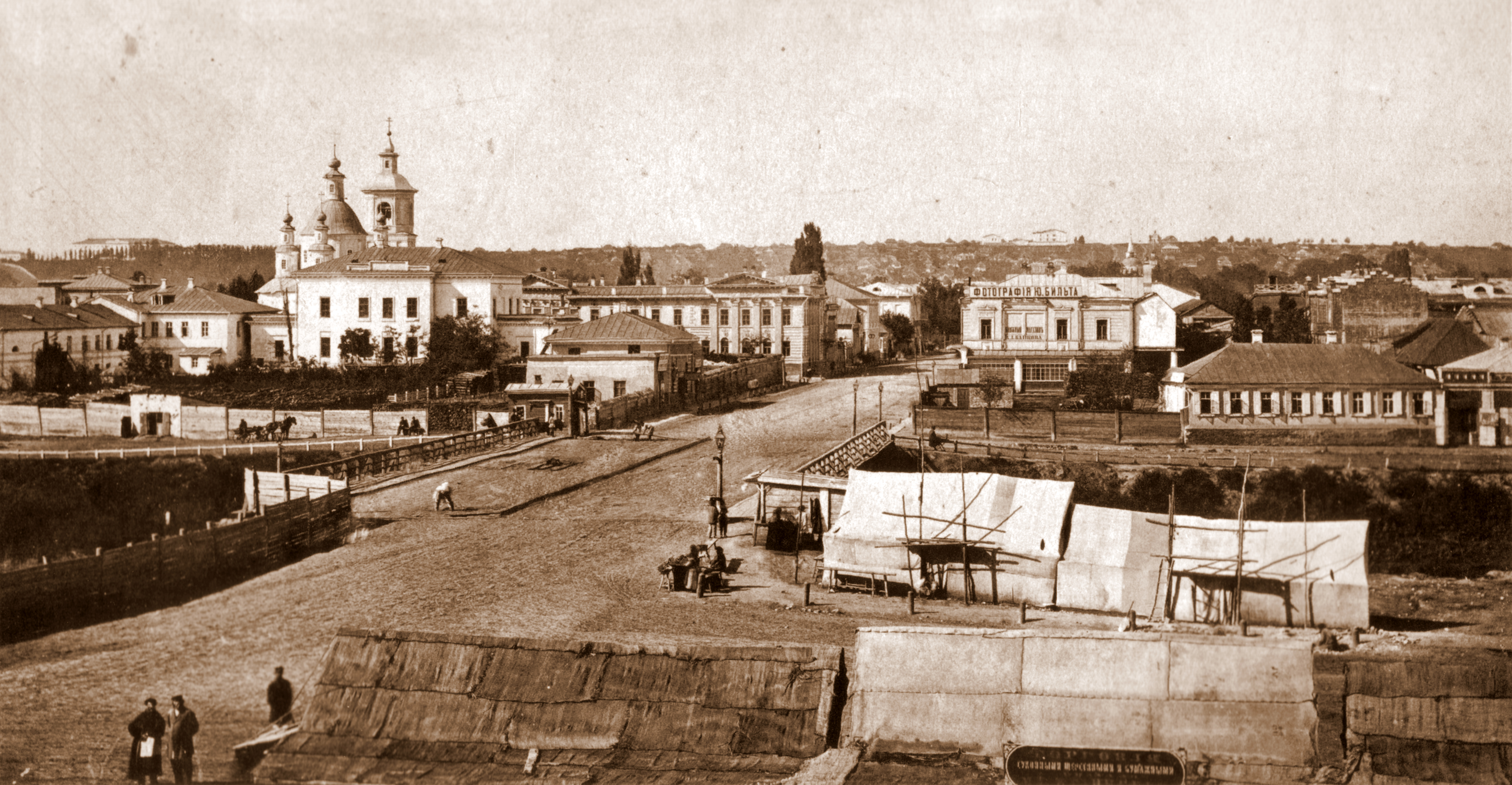
Вид с Университетской горки через часть Сергиевской площади на Лопанский мост, начало Екатеринославской улицы и Христорождественскую церковь. Фото 1879 г.

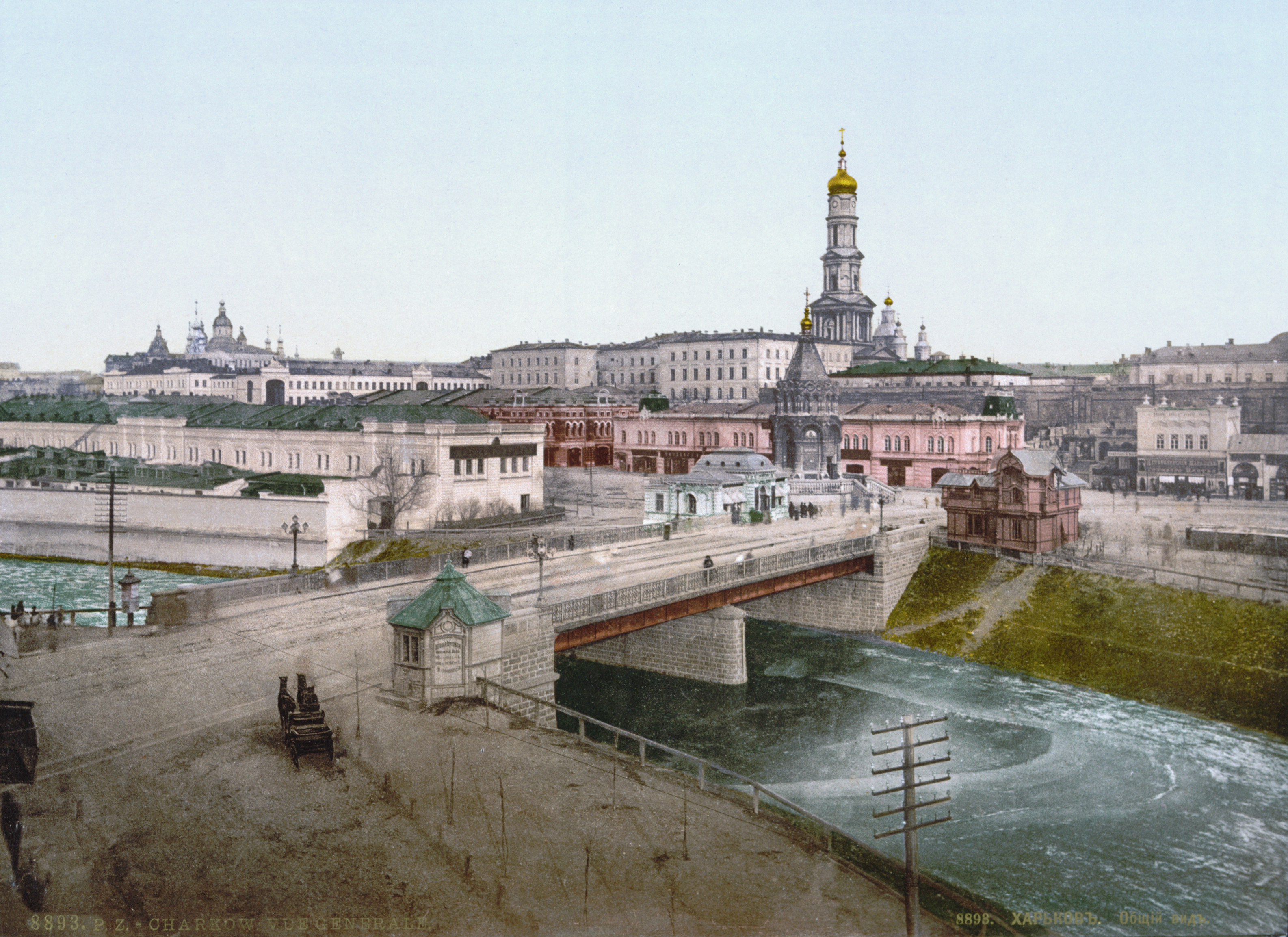
Лопанский мост в начале XX века. Вид из-за Лопани на Университетскую горку

Большо́й Ло́панский мост (укр. Лопанський міст), в XIX веке также Екатериносла́вский мост, в советское время также Свердло́вский мост — мост через реку Ло́пань в центре города Харькова. Расположен в самом начале улицы Полтавский шлях. Соединяет Нагорный район и три центральные площади города с Залопанью.
Выполняет важную транспортную функцию связи центра с западными районами города.

## История
Лопанский мост был первым большим мостом казацкого Харькова. Точная дата его строительства неизвестна, однако по данным 1745 года на реке уже был старый деревянный мост, требующий перестройки. На протяжении 1749—1750 годов строится новый мост, который в 1760 году сильно повреждается половодьем.
В начале 1780-х годов он пришёл в полную негодность и возникла необходимость в очередной его перестройке. В 1782 году губернским механиком Захаржевским был сделан проект постройки нового деревянного моста со сметой 4102 рубля. Строительство мостов являлось повинностью всех обывателей Харьковского округа, но губернатор Чертков решил привлечь к стройке дворянство и купечество. Представители этих сословий дали согласие на финансирование стройки на сумму немногим менее полутора тысяч рублей, но Казённая Палата не соглашалась на финансирование недостающей части сметы без решения Сената. Пока горожане пытались решить вопросы финансирования стройки, мост окончательно пришёл в аварийное состояние: «что не только проезжающим чрез оный, но даже и проходящим не малую наводил опасность». Вопрос со строительством был решён губернатором Чертковым, который принял решение построить мост за счёт города, причём сделать его каменным.
По новому проекту механика Захаржевского строительство первого каменного моста в Харькове планировалось осуществить за сумму 3423 рубля. Мост должен был быть трёхпролётным, камня предполагалось использовать мало — только для фундаментов, а на возведение опор моста требовалось 250 тысяч кирпичей и 200 пудов железа. Основным же строительным материалом всё равно оставалась древесина. К работам приступили весной 1783 года и первоначально собирались полностью завершить строительство до конца года. Руководил работами Захаржевский, в помощь которому губернатором были назначены в помощники несколько купцов и мещан. Камень для фундамента доставлялся из Каменной Яруги, а для укрепления набережной камень брался из вала разрушаемой Салтовской крепости. К наступлению осени не удалось выполнить строительные работы в полном объёме, но проезд по мосту уже стал возможен.
Мост оказался непрочным и весной 1785 года половодье обрушило часть опор и пролётов. Важную дорогу на Екатеринослав нельзя было оставить без надёжной переправы через реку Лопань и возле его развалин быстро возвели два маленьких деревянных моста. Но и они уже в следующем 1786 году были сильно повреждены новым паводком. К проезду Екатерины II через Харьков мост восстановили, а берега укрепили сваями и камнем. Но в 1790 году новый губернатор Кишенский признал каменный мост, на строительство и ремонты которого ушло более 20 тысяч рублей, аварийным и не подлежащим восстановлению, а на его месте постановил построить новый деревянный мост, что и было сделано харьковским наместником князем Потёмкиным.
В 1832 году в рамках подготовки к проезду императора через город, мост был капитально отремонтирован. При генерал-губернаторе Долгорукове в первой половине 1840-х годов был составлен план работ по берегоукреплению в районах Лопанского и Харьковского мостов и была проведена часть работ. Набережную отсыпали из навоза, но её смывали весенние разливы, загрязняя реку. В 1847 году работы были прерваны из-за смерти губернатора.
Следующим генерал-губернатором Кокошкиным в конце 1840-х — первой половине 1850-х годов были продолжены работы по укреплению берегов реки, причём работы проводились не только в районе моста, а почти на всём протяжении набережной в пределах города. Для перепланировки и укрепления берегов пришлось проводить отчуждение береговой полосы у частных лиц за счёт города и земства. Был выстроен новый Лопанский мост, возле которого были высажены тополя, купленные в ботаническом саду университета.
Деревянные мосты требовали ежегодного ремонта и в 1887—1888 годах обществом харьковских конно-железных дорог в рамках контракта по строительству конки в городе был построен новый железный мост на каменных опорах — первый мост в Харькове, который не повреждался при ежегодных весенних половодьях. Смета стройки составила 160 тысяч рублей.
Мост назывался Свердловский, когда улица Полтавский шлях называлась улицей Свердлова.

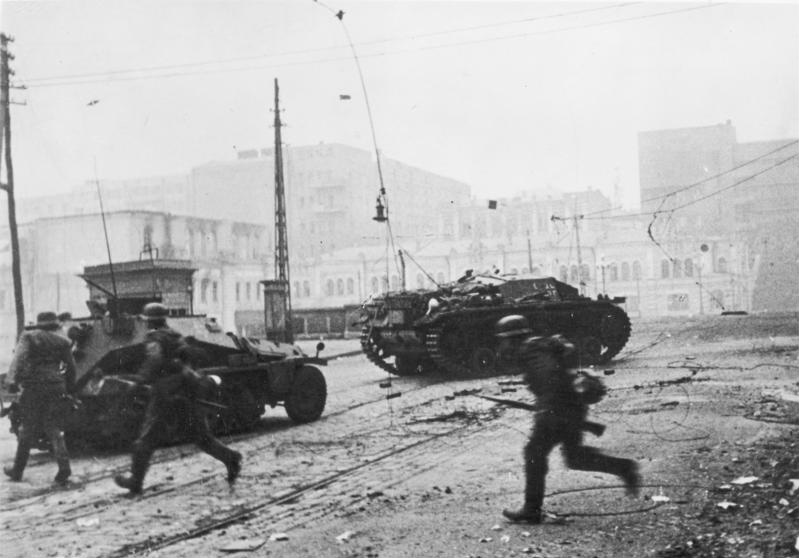
«Штуг III» во время боя за Лопанский мост 25 октября 1941

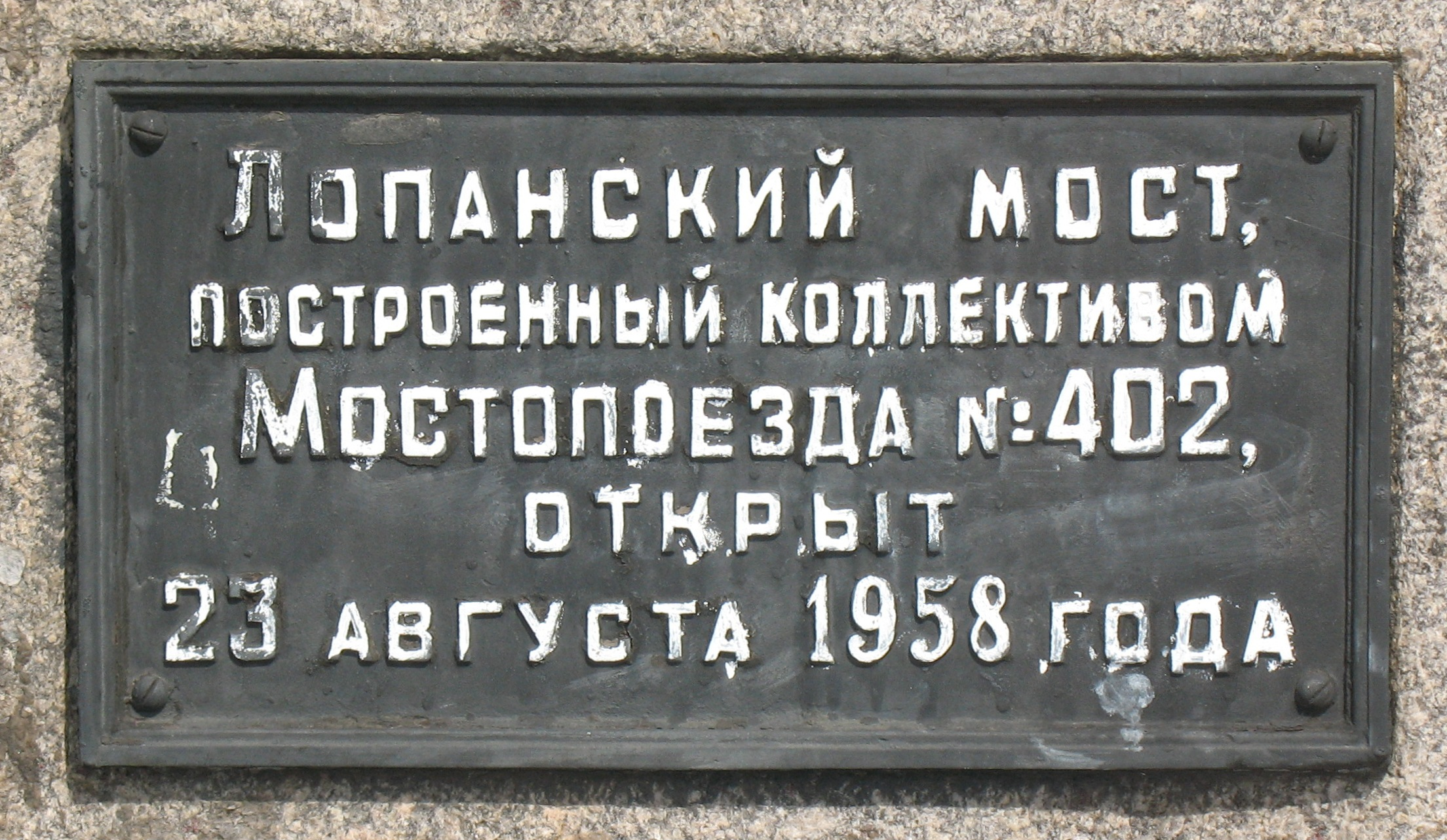

Во время Второй мировой войны мост был разрушен.
В 1958 году на сохранившихся опорах по проекту архитектора А. В. Межеровского был построен новый железобетонный балочный мост. В оформлении использованы чугунные литые перила и столбы освещения, каменные тумбы на берегу. По мосту проходит двухполосная автодорога с трамвайными путями (маршруты 3, 5, 6; ранее также 11) посередине.

## Исторические факты
Во времена СССР, в 1970-х — 1990-х годах харьковский книжный рынок располагался вокруг Лопанского моста, со всех четырёх его сторон.
Это объяснялось тем, что «балку» периодически «гоняла» милиция, поскольку продажа книг с рук (не через букинистические магазины) в СССР официально была запрещена. Сам же мост находится точно на стыке четырёх административных районов Харькова: северо-восточная часть моста — Дзержинского, юго-восточная часть — Краснозаводского, северо-западная часть — Ленинского, юго-западная часть — Октябрьского., а на расстоянии  нескольких сот метров находился пятый район — Киевский (по чётной стороне пл. Тевелева). «Балке» достаточно было перейти через дорогу или данный мост, чтобы оказаться на территории и в юрисдикции другого райотдела милиции..